# Zágon István
Zágon István, született Fleischl (Tiszaszőlős, 1893. október 30. – Budapest, 1975. január 10.) magyar színműíró, újságíró, dramaturg, műfordító, humorista.

## Élete
Zágon (Fleischl) Sándor Dezső (1867–1959) gazdálkodó és Baruch Irma (1870–?) gyermekeként született izraelita családban, de később áttért a római katolikus hitre. Középiskoláit Zentán végezte, majd a Budapesti Műegyetemen szerzett mérnöki oklevelet. 1920–21-ben mérnöki gyakorlatot folytatott. 1921 és 1923 között az Andrássy úti Színház művészeti vezetője és dramaturgja volt. Ekkor több egyfelvonásos darabját és kupléját is színre vitte. Ezután a Belvárosi Színház és a Vígszínház dramaturgja lett. Emellett 1928 és 1933 között először a Nemzeti Újság, később a Pesti Hírlap belső munkatársa volt. Első nagy sikerű színművét, a Marikát 1925-ben mutatták be a Renaissance Színházban. A darab sikerét mutatja, hogy később a bécsi Burgtheaterben és több európai országban is játszották.
Nagy népszerűségnek örvendtek humoreszkjei, tárcái, kabarétréfái, zenei és prózai vígjátékai, valamint rádiófelolvasásai és dalszövegei. A Hippolyt, a lakáj című színdarabjából Nóti Károly 1931-ben filmszöveget írt, s még abban az évben bemutatták azonos címmel Székely István rendezésében, mint a második magyar hangosfilmet. A Budai cukrászda című regényéből Gaál Béla készített filmet 1935-ben. Népszerűek voltak tárcái is. Utolsó írásai Egy kis öreg naplójából címmel a Ludas Matyi című szatirikus hetilapban jelentek meg. Kedves humorral mutatta be és figurázta ki műveiben a mindennapi élet kisebb-nagyobb visszásságait.
A Farkasréti temetőben búcsúztatták, első sírhelye itt, a „CC fülkecsoportban” volt, majd apósa, Verő György sírjába temették át a Fiumei úti sírkertbe, a síron neve nincs jelezve, csupán a Buda ostromakor 18 évesen elhunyt fia, Zágon György emléke van megörökítve.

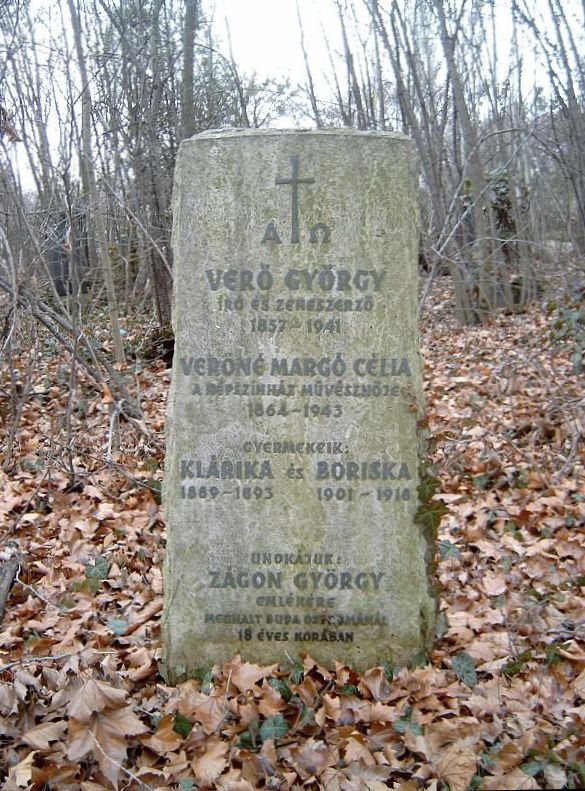
Sírja a Fiumei úti sírkertben

## Családja
Házastársa Hauer Márta Irma, Bp., 1898. január 19. – Bp., 1983. február 4.) volt. Felesége szülei Hauer Hugó (Verő György néven zeneszerző és színműíró) és Morgenstern Célia Ludovika (Margó Célia néven operett-énekesnő) voltak. 1921. szeptember 24-én a Józsefvárosban kötöttek házasságot. Felesége Verő Márta néven színésznő és festőművésznő volt, de házasságkötésüket követően visszavonult a színpadtól. Fiaik: Zágon György (meghalt 1945) és Zágon Iván (1922–1995) jazz-zongorista. Menyük: Olajos Mária. Unokáik: Zágon András (1955) agrármérnök és Zágon Eszter.

## Művei

### Humoreszkjei
- Tavasz meg egyéb emberi dolgok (kabaréjelenetek, Budapest, 1923)
- Mindenkivel megtörténhetik (Budapest, 1932)
- Paprika Jancsi mulatságos kalandjai itthon és idegenben (Budapest, 1936)
- Napos oldal (Budapest, 1945)
- Minden másképp van (Budapest, 1966)

### Regényei
- Rózsakirálynő (Budapest, 1930)
- Tímár Böske hozománya
- Budai cukrászda

### Vígjátékai
- Szegény lányt nem lehet elvenni (Belvárosi Színház, 1928)
- Dzsimbi (Magyar Színház, 1933)
- Az ígéret földje (Nemzeti Színház, 1933)
- Feltételes megállóhely (Nemzeti Színház, 1936)
- Tavaszi szél (Vígszínház, 1938)
- Sakk-matt (Budapest, 1941)
- Az asszony és a szellem (Pesti Színház, 1946)

### Zenés vígjátékai
- Sárga liliom (Bíró Lajossal, Herczegh Gézával, Krasznai Mihály zenéjével, Fővárosi Operettszínház, 1933)
- XIV. René (Harsányi Zsolttal, Eisemann Mihály zenéjével, Vígszínház, 1940)
- Fekete Péter (Somogyi Gyulával, Eisemann Mihály zenéjével, Vígszínház, 1943)
- Kis Katalin (Bíró Lajossal, Horváth Jenő zenéjével, Vígszínház, 1946)

### Fordításai, illetve átdolgozásai
- Maugham: Színház (Vígszínház, 1941)
- Hervé: Nebántsvirág (Vígszínház, 1946)
- Conners: Fruska (1930)
- Coward: A márkiné (1939)
- Molnár Ferenc: A császár (1946)

### Ismert dalszövegei
- Fekete Péter, öcsém
- Holdvilágos éjszakán
- Domboldalon áll egy öreg nyárfa